# Sigemund Klose

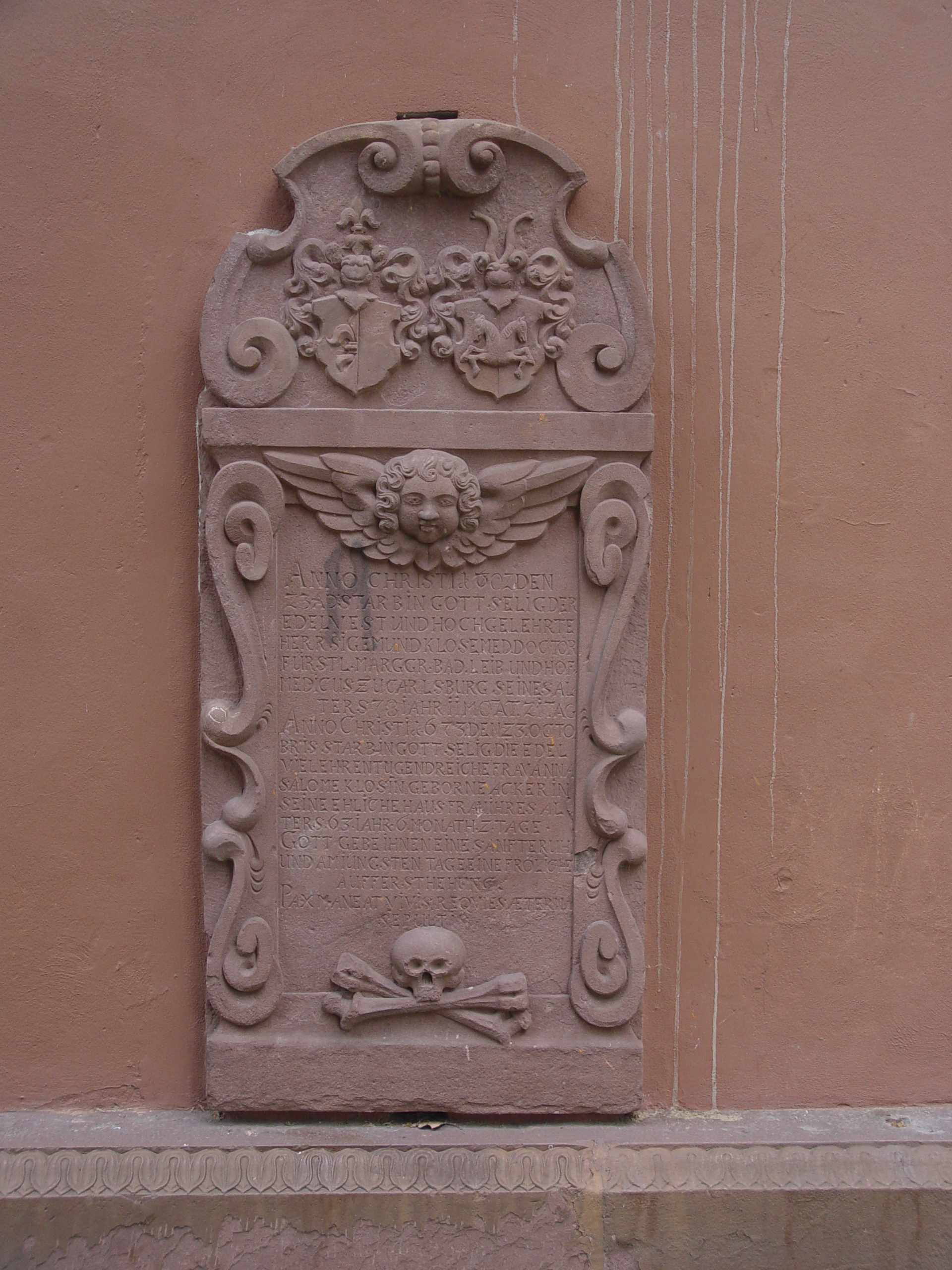
Placa sepulcral de Sigemund Klose na Nikolauskapelle do Alter Friedhof Durlach

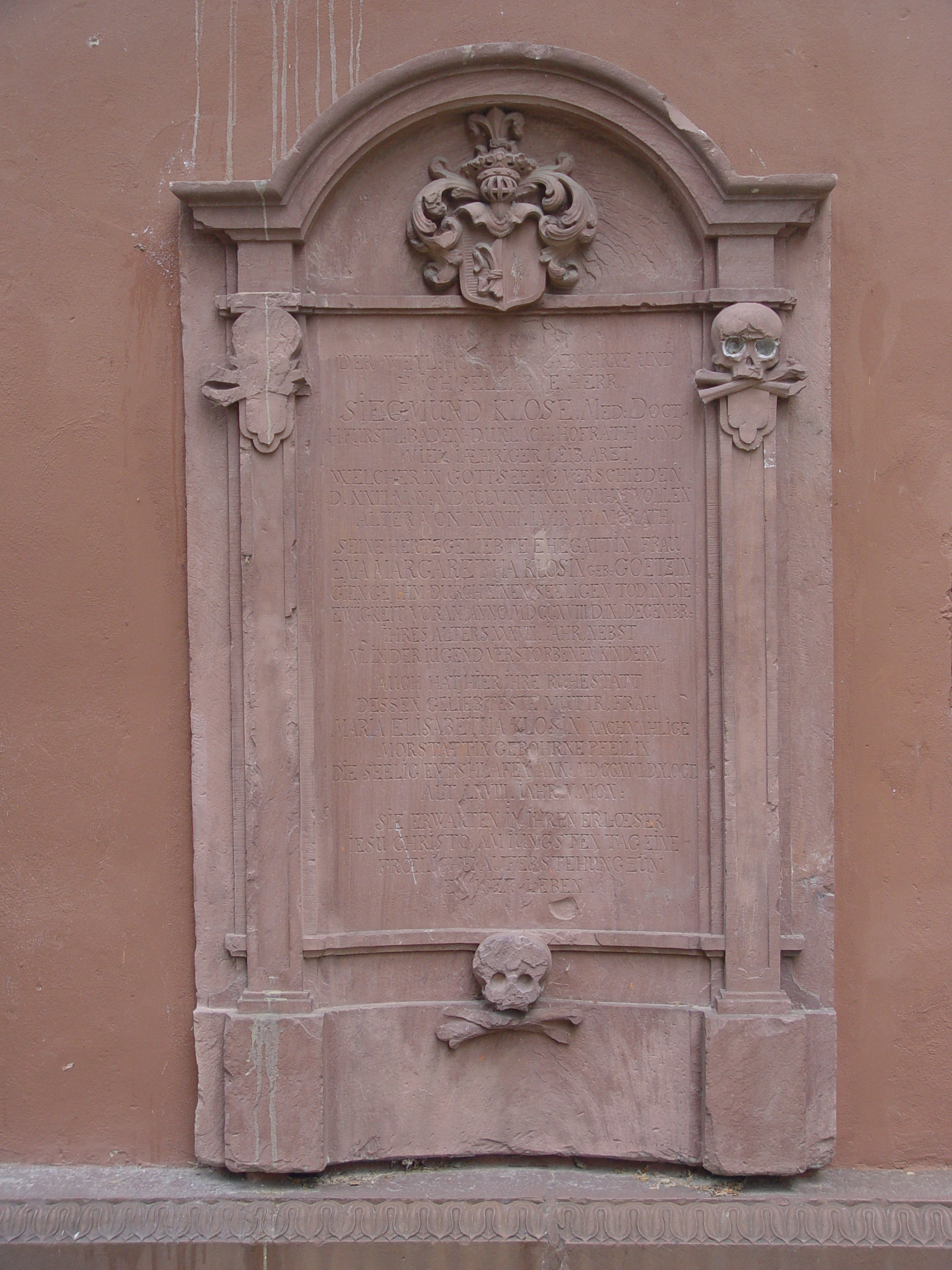
Placa sepulcral de Sigmund Klose, filho de Sigismund Klose

Sigemund Klose (Breslau, 1623 – Durlach, 1702) foi um médico alemão.
Está sepultado no Alter Friedhof Durlach.